# حسن‌آباد (نیشابور)
حسن‌آباد روستایی در دهستان سرولایت بخش سرولایت شهرستان نیشابور استان خراسان رضوی ایران است.

## جمعیت
بر پایه سرشماری عمومی نفوس و مسکن در سال ۱۳۹۵ جمعیت این روستا ۸۴ نفر (۴۳خانوار) بوده‌است.